# Carlo Chiurazzi
Carlo Chiurazzi (Nova Siri, 29 settembre 1958) è un politico italiano, senatore dal 2008 al 2013.

## Biografia
Nasce a Nova Siri, ed è impegnato sin da giovanissimo in gruppi di carattere cristiano. Viene eletto consigliere comunale del comune natale e nel 1985 è nominato presidente dell'unità sanitaria locale di Montalbano Jonico.
Nel 1990 viene eletto consigliere regionale della Basilicata e in quest'ambito è presidente della seconda commissione consiliare (1990-1995), componente della commissione regionale per l'impiego e del "comitato per l'accordo di programma in Val Basento e infine presidente del "comitato di gestione per la reindustrializzazione della Val Basento.
Tra il 1995 e il 2000 è assessore regionale alle Attività Produttive nella giunta guidata dal presidente Dinardo; 
Dal 1 ottobre 1999 è iscritto all'ordine degli avvocati e procuratori di Matera, n. 808.
Nella successiva giunta regionale guidata dal presidente Bubbico è successivamente assessore all'Ambiente e al Territorio (2000-2002), alle Infrastrutture e alla Mobilità (2002-2004), alla Sicurezza e alla Solidarietà Sociale (2004-2005) e assessore presso il dipartimento di Formazione, Lavoro, Cultura e Sport.
È stato eletto senatore nel Partito Democratico nel 2008 ed è membro della "seconda commissione permanente" (giustizia) e della "commissione parlamentare per le questioni regionali"; è inoltre membro sostituto del "comitato parlamentare per i procedimenti di accusa".
Dal Dicembre 2014 è Amministratore Unico del Consorzio per lo Sviluppo Industriale della provincia di Matera.